# Hemibagrus furcatus
Hemibagrus furcatus es una especie de pez de la familia Bagridae en el orden de los Siluriformes.

## Morfología
Los machos pueden llegar alcanzar los 15 cm de longitud total.

## Distribución geográfica
Se encuentra en Sabah (Malasia ).